# Cybill
Cybill – amerykański sitcom emitowany w amerykańskiej stacji CBS od 2 stycznia 1995 do 13 lipca 1998 roku, w którym w głównej roli wystąpiła Cybill Shepherd. Serial emitowany był w Polsce na kanale Comedy Central.
Serial miał 87 odcinków (4 serie) i opowiadał o kiepskiej aktorce Cybill, matce dwójki dzieci, której najlepszą przyjaciółką jest Maryann Thorpe (Christine Baranski).